# Joseph Cordier
Pour les articles homonymes, voir Cordier (homonymie).
 (décembre 2018).
Joseph Cordier (né le 14 octobre 1773 et mort le 2 juillet 1837) fut gouverneur général de Pondichéry à deux reprises, une première fois d'octobre 1825 au 19 juin 1826 et une deuxième fois du 14 août 1828 au 11 avril 1829. Il fut précédé par André Julien, entre ses deux mandats, Eugène Panon Desbassayns de Richemont fut au pouvoir et Auguste Jacques Nicolas Peureux de Mélay lui succéda.